# Adouber (échecs)
Pour les articles homonymes, voir Adoubement.
Au jeu d'échecs, un joueur qui veut replacer une pièce mal positionnée sur l'échiquier, doit le signaler à son adversaire en disant au préalable « J'adoube » ou en anglais « I adjust »,, le joueur ayant le trait peut alors rectifier la position d’une ou de plusieurs pièces sur leur case. Dans le cas contraire, il peut se voir contraint de jouer cette pièce s'il a le trait et s'il peut le faire.
Les règles qui régissent les compétitions précisent qu'on ne doit pas adouber sur le temps de réflexion de l'adversaire, pour éviter de perturber sa concentration. Le joueur perturbé par l'adoubement de son adversaire peut porter réclamation pendant la partie auprès de l'arbitre du tournoi.